# RJ-61

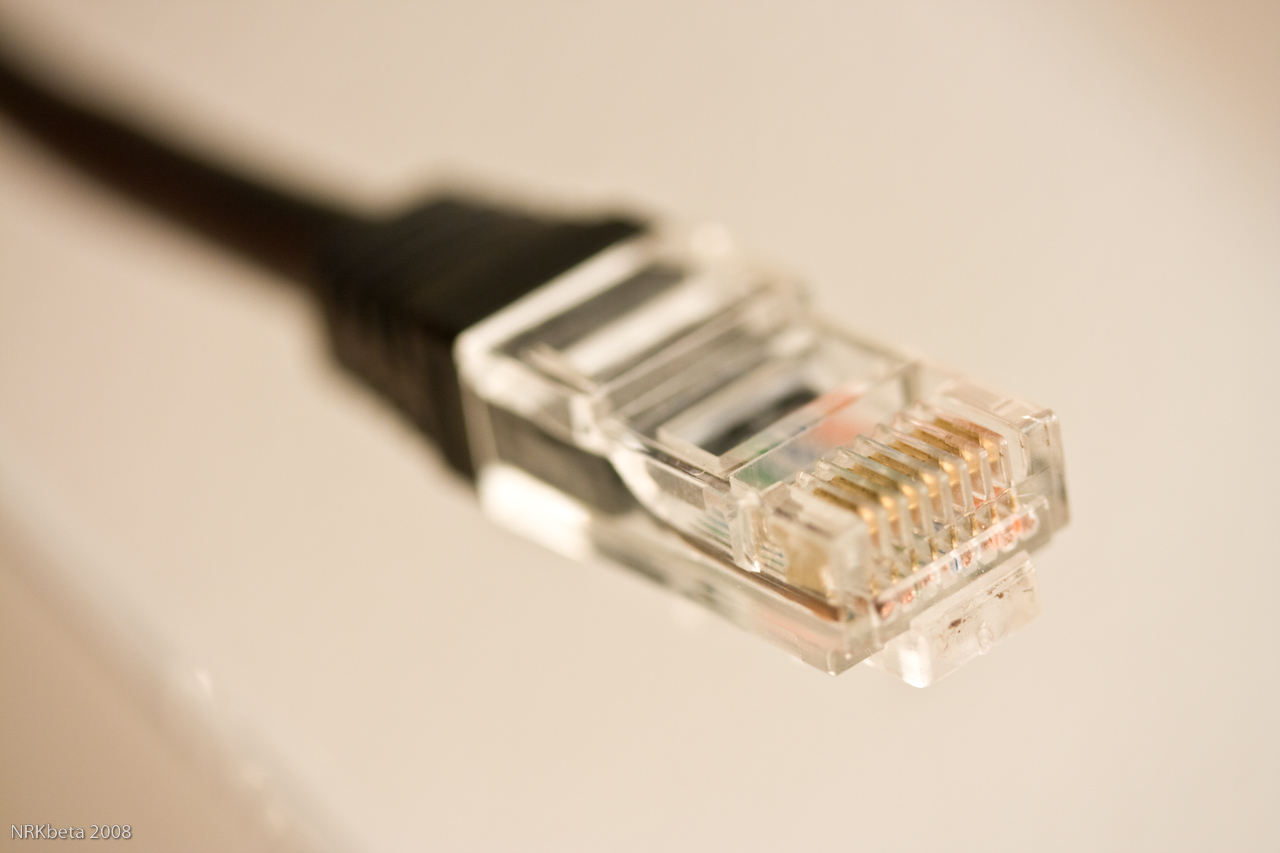
Primer plano de un cable de red

El RJ-61 es una conexión física utilizada para/en la terminación de cables de par trenzado. 
Claramente también pertenece a la familia de Registered jack y posee también un conector modular de 8 contactos y 8 posiciones. 
A pesar del número similar de conductores que pueden conectar, esta conexión tiene una clasificación por colores.
| PIN | PAR | COLORES          |
| --- | --- | ---------------- |
| 1   | 4   | Blanco y Marrón  |
| 2   | 3   | Blanco y Verde   |
| 3   | 2   | Blanco y Naranja |
| 4   | 1   | Azul y Blanco    |
| 5   | 1   | Blanco y Azul    |
| 6   | 2   | Naranja y Blanco |
| 7   | 3   | Verde y Blanco   |
| 8   | 4   | Marrón y Blanco  |

Esta salida de cables es utilizada para sistemas telefónicos multimedia ya que este no es totalmente apto para transferir datos a altas velocidades debido a que los pares 3 y 4 están muy separados como para la señalización a altas frecuencias. 
El cable de parche de datos de par trenzado usando los tres estándares de datos anteriores aunque no es un reemplazo directo del cable RJ-61, porque los pares 3 y 4 se dividirán entre distintos pares trenzados de cable de parcheo, lo cual lleva a interferencias entre las líneas de voz 3 y 4 que podría ser notable para cables de conexión largos.
Con el avance en las estructuras y los sistemas cableados estructurados y las convenciones TIA / WIA-568-B,  el conector RJ-61 cae en desuso, ya que hoy en día existen cableados que pueden transferir datos a alta velocidad y datos de voz en un solo cableado. 
El RJ-61 es similar al RJ-11 pero diseñado para cuatro líneas, en resumen el RJ-61 se coloca al final de los cables trenzados y utiliza un conector modular de ocho plantillas.

##### Pasos para conectar un RJ-61
Primero hay que asegurarnos de que hay una conexión para tres líneas telefónicas, la interfaz requiere de un conector 8P8C, una conexión original de un teléfono es el conector 8P8C el cual esta conectado y luego se pueden extender a 4 líneas con conectores 6P4C (RJ14) y 6P2C (RJ11).